# Akrata
Akrata (en griego: Ακράτα, "Akráta") es un pueblo y una unidad municipal en la parte noreste de la unidad periférica de Acaya en el Peloponeso, Grecia. Se encuentra en un valle con dos picos montañosos. El río Krathi fluye cerca del centro de Akrata y desemboca al este del cabo Akrata.  

## Subdivisiones
- Fourni
- Palaiostafidia (Παλαιοσταφίδα)
- Pyrgos (Πύργος)

- Datos: Q2716250